# 梅特利卡

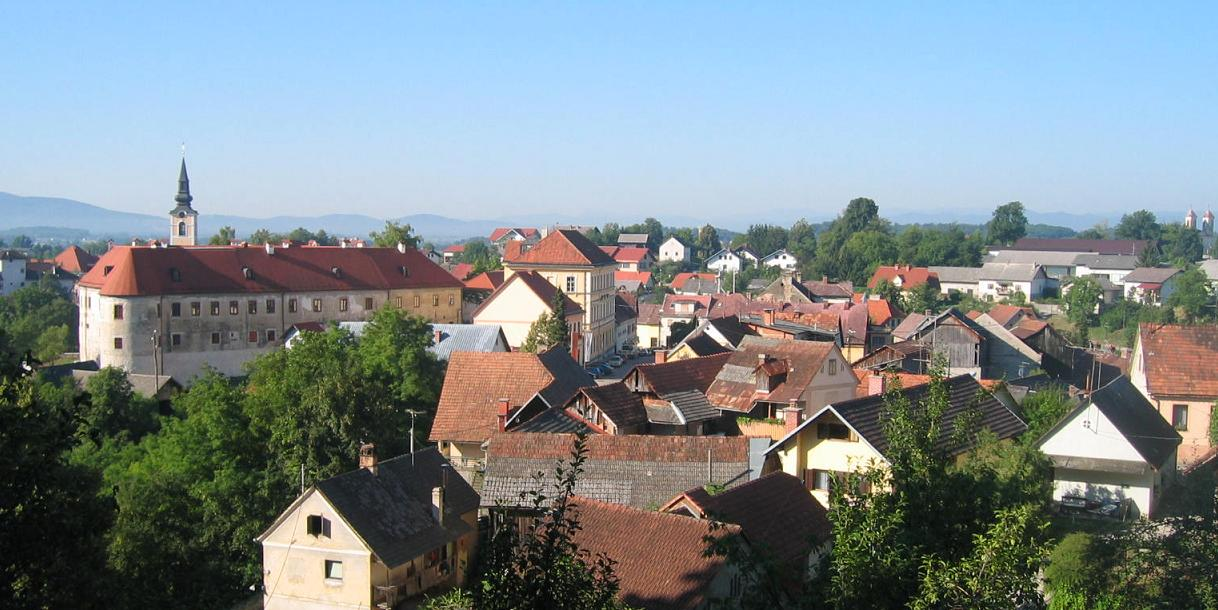

梅特利卡是斯洛文尼亞梅特利卡市鎮内的城鎮，及该市镇的行政中心。位於該國東南部庫帕河左岸，毗鄰與克羅地亞接壤的邊境，面積108.9平方公里，海拔高度175.5米，該地區自史前時代有人類居住，2002年人口8,123。

## 外部連結
- Metlika on Geopedia （页面存档备份，存于）